# سیامک آقایی
سیامک آقایی متولد ۵ آذر ۱۳۵۳ در اهواز خوزستان ، نوازنده-خواننده ، مدرس ساز سنتور و آهنگساز ایرانی است.

## زندگی‌نامه
سیامک آقایی زادهٔ ۱۳۵۳ در اهواز است. او فراگیری ساز سنتور را ابتدا نزد «رؤیا حلاج» در مرکز حفظ و اشاعه موسیقی ایرانی آغاز کرد و سپس نزد هنرمندانی همچون: مسعود شناسا و پرویز مشکاتیان و مجید کیانی فراگیری موسیقی را ادامه داد.
وی فارغ‌التحصیل رشته موسیقی در مقطع کارشناسی و رشتهٔ اتنوموزیکولوژی در مقطع کارشناسی ارشد از دانشکده هنرهای زیبا - دانشگاه تهران است. همچنین در سال ۱۳۹۳ نشان درجه یک هنری و دکترای نوازندگی سنتور توسط وزارت علوم و وزارت فرهنگ و ارشاد به وی اعطا شد.

## فعالیت‌های هنری و پژوهشی
از جمله فعالیت‌های هنری و پژوهشی سیامک آقایی به موارد زیر می‌توان اشاره نمود:
- گردآوری موسیقی مقامی، فرهنگ واژگان و مجموعه سازهای منطقه شمال خراسان با همکاری آرشیو مرکز اسناد سازمان میراث فرهنگی (۱۳۷۴)
- اجرا و ساخت «قیچک بم» با تغییراتی در طرح اوّلیه و معرفی قابلیت‌های گوناگون آن
- تکنوازی در گروه عارف به دعوت پرویز مشکاتیان
- ضبط و انتشار قطعه «مناجات نامه» - اولین نمونه تکنوازی «قیچک بم»
- پژوهش در عرصه هنر بداهه نوازی از طریق بررسی مکاتب اساتیدی همچون: مرتضی نی داوود، حبیب سماعی، مرتضی محجوبی، رضا ورزنده، جلیل شهناز و حسن کسائی
- بازسازی و اجرای مجموعه سبک‌های سنتورنوازی از دوره قاجار تا کنون
- سلسله بحث‌های متعدد در زمینه «سبک‌شناسی و مکاتب سنتور» به دعوت رادیو فرهنگ
- همکاری با گروه بین‌المللی «SilkRoad» و نوازنده برجسته ویلنسل «یویوما» (YoYo Ma) و اجرای کنسرت‌های متعدد در کشورهای: آمریکا، کانادا، آلمان، فرانسه، بلژیک، هلند، سوئیس، چین، ژاپن، تایوان، هنگ کنگ، امارات، تاجیکستان، ارمنستان، ازبکستان، قرقیزستان و …
- آهنگسازی و تنظیم قطعاتی برای گروه «جاده ابریشم» - قطعه Where The Wind Will Take Us برای سنتور و گروه جاده ابریشم و Ascending Bird و اجرای آن در تورهای آمریکا و اروپا به همراهی «یویوما»
- همکاری با گروه بین‌المللی Atlas (هلند) و برگزاری مجموعه کنسرت‌های «موسیقی معاصر» (Contemporary Music)
- همکاری با گروه بین‌المللی Labyrinth Modal و Ross Daly (نوازنده و محقق یونانی) و اجرای کنسرت‌هایی در اروپا
- همکاری با گروه Oriental Ensemble و نصیر شماء (نوازنده عود عرب)
- برگزاری کلاس‌های تخصصی سنتور ایرانی، سمینار و مسترکلاس ردیف دستگاهی و مبانی موسیقی ایران و نقش زمان و مکان در بداهه نوازی موسیقی ایرانی در کشورهایی همچون هلند، یونان، سوئیس، آمریکا و …
- تأسیس مؤسسه فرهنگی هنری «گوشه»
- برگزاری کنسرت «یاد باد» به یاد استاد پرویز مشکاتیان (۱۳۸۸)
- طراحی و سفارش و نظارت بر ساخت بیش از یکصد سنتور در ابعاد متفاوت و جدید به منظور گسترش حیطه تکنیکال، وسعت صوتی (زیر و بمی)، حجم صدا و تنوع سونوریته (جنس صدا) و استفاده از برگزیده‌ای از آن‌ها برای اولین بار در پروژه‌هایی همچون SilkRoad Project , Atlas Ensemble , Knights , New Ensemble , Labyrinth , Oriental و …
- طراحی و سفارش ساخت سنتورهای ۱۱، ۱۲، ۱۴، ۱۵، ۱۷ و ۲۱ خرک، سنتور سوپرانو، سنتور آلتو و سنتور باس برای اولین بار، ویژهٔ اجرای قطعات آثاری همچون: زبعدما، یادباد، باز عشق، سفر سنتور و …
- برگزاری کنسرت و مستر کلاس تخصصی بداهه نوازی در کنسرواتوار مسکو
- همکاری با ارکستر Knights در ایالات متحده آمریکا و آهنگسازی و تنظیم قطعه «کنسرتو برای ویولن و سنتور» با همکاری کالین جیکوبسن
- تدریس ردیف موسیقی دستگاهی ایران - دانشکده هنرهای زیبا، دانشگاه تهران
- تدریس ساز تخصصی سنتور - مقطع کارشناسی ارشد - دانشگاه هنر تهران
- دریافت نشان درجه یک هنری در رشته موسیقی
- برگزاری مجموعه کنسرت‌های «باز عشق» (دونوازی سنتور و تمبک) به همراهی کامران منتظری در شهرهای تبریز، همدان، یزد، رشت، بندرعباس، خرم‌آباد، سمنان، مشهد و …(۱۳۹۲–۱۳۹۶)

## آثار
از جمله آثار موسیقی سیامک آقایی به موارد زیر می‌توان اشاره نمود:
- تکنوازی سنتور؛ سه‌گاه، ابوعطا، کرد بیات
- ضبط و ارائه پنج شب اجرای زنده کنسرت گروه جادهٔ ابریشم در پنج ایالت آمریکا (۲۰۰۶)
- همنوازی سنتور و شاکوهاچی (نی سنتی ژاپن)، به همراهی کو اومزاکی، ژاپن (۲۰۰۴)
- آهنگسازی و انتشار آلبوم موسیقی «سفر سنتور» (۱۳۹۳)[۱]
- انتشار آلبوم صوتی و تصویری «یادباد» به همراه پدرام خاورزمینی و سالار عقیلی (۱۳۹۰)
- همکاری با گروه جاده ابریشم در ضبط آثار
- آهنگسازی و انتشار آلبوم موسیقی «بیگاه شد» گروه روزنه به خوانندگی: پروین جاویدان و زهره بیات (۱۳۸۲)
- ضبط آثاری برای گروه سنتورنوازان (۱۳۸۰–۱۳۸۱)
- آهنگسازی و انتشار آلبوم موسیقی «ز بعد ما» (۱۳۸۴)
- همکاری در ضبط آلبوم «می‌شنیدم از پرنده» (موسیقی کودکان) (۱۳۸۰)
- همکاری در ضبط آلبوم «درگذر» با آهنگسازی رضا فیاض، به همراهی گروه آفتاب (۱۳۷۸)
- همکاری در ضبط آلبوم «کوتاه» (طرحی برای سازهای کوبه‌ای) (۱۳۷۸)
- همکاری در ضبط آثاری از سعید کامجو؛ سه‌گاه – شوشتری (۱۳۷۷)
- آنلاین
- ما۱
- آنلاین
- ایسنا
- فرارو
- فارس
- مهر
- دهلچی
- هنرآنلاین
- عصرایران

1. ↑  ««سفر سنتور» به روایت سیامک آقایی». خبرگزاری تسنیم. ۲۱ تیر ۱۳۹۳.